# Makarki
Makarki [maˈkarkʲi] (en ukrainien: Макарки, Makarky) est un village polonais de la gmina de Grodzisk dans le powiat de Siemiatycze et dans la voïvodie de Podlachie. Il se situe à environ 3 kilomètres au sud-est de Grodzisk, à 17 kilomètres au nord-ouest de Siemiatycze et à 67 kilomètres au sud-ouest de Bialystok. 